# SAV001
SAV001-H es la primera vacuna preventiva del VIH, obtenida a partir de una versión muerta del VIH-1.
La vacuna ha sido desarrollada por el Dr. Chil-Yong Kang y su equipo investigativo en la Universidad de Oeste de la Schulich School of Medicine & Dentistry de Canadá.
El resultado de la Fase Clínica I FDA, completada en agosto de 2013 en 33 participantes, no arrojó efectos adversos graves.

## Diseño de la vacuna

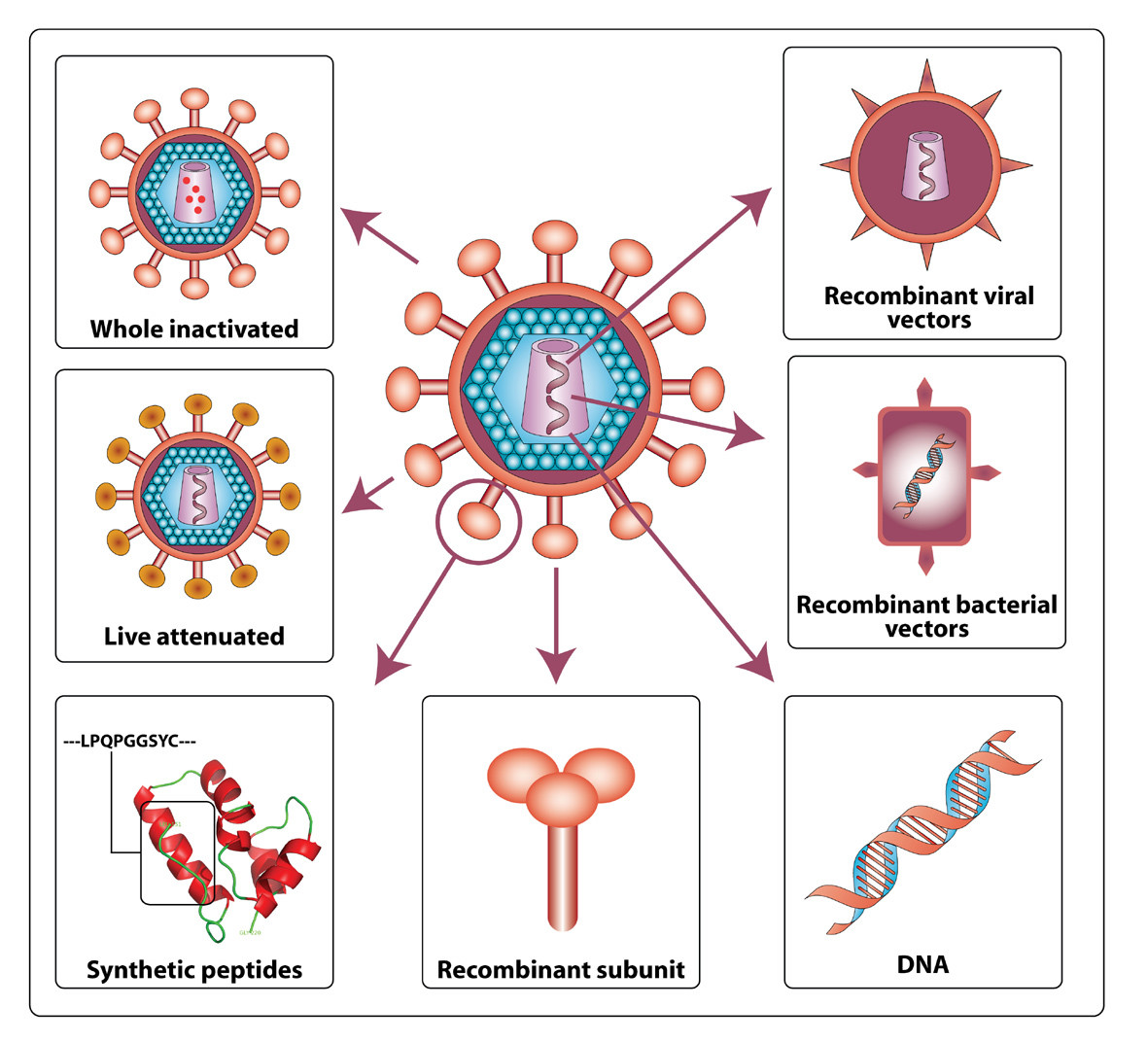
Varios enfoques para el desarrollo de la vacuna VIH

La vacuna SAV001-H es considerada como la primera versión genéticamente modificada de la vacuna del VIH-1 muerto.
Según el Dr. Kang, la cepa VIH-1 está genéticamente diseñada como la primera, «el gen responsable por patogenicidad, conocido como ner" está removido para hacerlo no-patógeno y entonces el péptido indicado del gen es reemplazado con un péptido indicado de toxina de miel de abeja (Melitina) para hacer más alta y rápida la producción del virus». En el proceso de cambio del péptido indicado, otro gen llamado vpu se pierde por superposición.
Finalmente, esta versión genéticamente modificada del VIH-1, (por ejemplo, virus VIH-1 con nef negativo, vpu negativo y péptido indicado del gen reemplazado por miel de abeja) crecido in linfocitos T humanos (A3.01 línea de celda), son recolectados y purificados antes de ser desactivados por tratamiento químico AT-2 (aldrithiol-2 o 2,2'-Dipiridildisulfuro) e irradiación gamma. Se utiliza el tratamiento químico AT-2 porque no afecta a la estructura viral ni a los inmunógenos.
La aprobación de la vacuna del virus muerto, ha prevenido satisfactoriamente durante décadas: polio, influenza, cólera, paperas, rabia, fiebre tifoidea y hepatitis A. Hasta el momento existen 16 vacunas animales basadas en este método de virus muerto, incluyendo la vacuna del virus de inmunodeficiencia felina FIV (el cual está estrechamente relacionado con el VIH) para gatos.

## Ensayos clínicos
Ensayo clínico Fase I (NCT01546818)
Fundado por Sumagen Canada, el gobierno de Canadá y la Fundación Bill y Melinda Gates, comenzó en marzo de 2012 a evaluar su seguridad, tolerabilidad y respuestas inmunes. Dicho ensayo consistió en un estudio aleatorizado, doblemente cegado (ambos: sujeto e investigador) y placebo-controlado, mediante la administración intramuscular a 33 individuos infectados con VIH-1 crónicos con tratamiento HAART.
El estudio se completó en agosto de 2013 y no reportó efectos adversos graves durante el reforzamiento de anticuerpos en los voluntarios inyectados con SAV001-H. Según los investigadores, el anticuerpo con el antígeno superficial gp120 y el antígeno cápside P24, incrementó hasta 6 pliegues y 64 pliegues respectivamente, y el nivel incrementado de anticuerpos fue continuado durante un periodo de 52 semanas. Más aún, anticuerpos ampliamente neutralizantes fueron encontrados en algunas muestras de sangre de los participantes.
Ensayo clínico Fase II
La Fase II del ensayo clínico se espera que comience en 2018 en Estados Unidos de América, midiendo respuestas inmunes. El plan de los investigadores es reclutar cerca de 600 voluntarios VIH negative quienes estén categorizados como de alto riesgo a contraer infecciones VIH; como lo son los trabajadores sexuales, hombres que tienen sexo con hombres (HSH, o en inglés MSM), consumidores de drogas inyectables, y personas que mantengan relaciones sexuales sin prevención con múltiples parejas.
Estatus terapéutico de la vacuna VIH
El Dr. Kang ha incluso desarrollado una vacuna terapéutica VIH, empleando virus de estomatitis vesicular recombinante portando genes de VIH-1gag, pol y/o env.  Investigadores reportaron que la vacuna terapéutica induce respuestas celulares inmunes robustas en pruebas animales recientemente realizadas.

## Historia de la Vacuna del VIH muerto
Pese a que esta estrategia del virus totalmente muerto ha sido ampliamente usada en el pasado para prevenir fallecimientos como polio, influenza, cólera, paperas, rabia, fiebre tiroidea y hepatitis A, por diversas razones científicas, económicas y técnicas no ha conseguido recibir apoyo importante para las aspiraciones en desarrollar vacunas contra el VIH.
Primero, existen riesgos asociados con las vacunas cuyo VIH ha sido inadecuadamente inactivado o aún no muerto. Segundo, una producción masiva de VIH no es económicamente factible, sino imposible. Tercero, muchos investigadores tienden a creer que cuando el VIH está muerto o inactivado por tratamiento químico, este pierde su antigenicidad y entonces falla a la hora de inducir tanto los anticuerpos neutralizados como los linfocitos T citotóxicos o células T CD8 + (CTL). Cuarto, los estudios recientes con monos, usando vacunas de VIS muertos (virus de inmunodeficiencia en simios), arrojan algún optimismo pero éste se pierde en que la protección sea atribuible a respuestas a proteínas celulares en la vacuna VIS, y al reto al cultivo del virus, no en monos pero si en células humanas. Quinto, el hecho de que «una adaptación de laboratorio de VIH-1 pareció perder la envoltura glucoproteica gp120 durante la preparación» fue considerado como un obstáculo insalvable para la utilización de este método. Sin embargo, a día de hoy diversos científicos e investigadores insisten en la idea de que la estrategia del virus muerto es una opción factible para una vacuna VIH.
Incluso Jonas Salk desarrolló una vacuna VIH terapéutica en 1987, llamada Remune, ahora desarrollada por Immune Response BioPharma, Inc, la cual está basada en la idea del virus muerto. La vacuna Ramune ha completado hasta hoy más de 25 estudios clínicos y muestra un mecanismo de acción robusto en reparación de números leucocitos en células T CD4 & CD8, al reducir la carga viral e incrementar la inmunidad.
Entonces, un grupo de investigadores y profesionales en el campo del VIH, insiste en que la idea del virus VIH muerto debe ser tomada en consideración para contrarrestar la epidemia global del VIH y el sida. La International AIDS Vaccine Research (IAVA) emitió un reporte sobre "Vacunas de virus muerto VIH" en 1999, revisando un aspecto diverso de la idea del virus muerto.

## Desarrolladores y Organizadores
El desarrollador de SAV001-H, el doctor Chil-yong Kang, es profesor de Virología en el Departamento de Microbiología e Inmunología, Schulich School of Medicine & Dentistry en la Universidad de Oeste Ontario, desde 1992. Además de la vacuna preventiva y terapéutica VIH, el doctor Kang está desarrollando una segunda generación de vacunas contra el virus de la hepatitis B y la hepatitis C. Hasta hoy, ha publicado 135 trabajos de investigación minuciosamente revisados en altamente prestigiosos periódicos científicos, 149 procedimientos científicos y abstractos en campos de la virología y biología molecular.
El estudio es auspiciado por Sumage, una subsidiaria de Curocom (una compañía enlistada en el KOSDAQ en Corea, 040350) y ha tenido apoyo del gobierno de Canadá así como también de la Fundación Bill y Melinda Gates. Las patentes relativas a la vacuna SAV001 fueron registradas en más de 70 países, incluyendo Estados Unidos de América, la Unión Europea, China, India y Corea del Sur.